# Erebia modesta
Erebia modesta är en fjärilsart som beskrevs av Andrej Nikolajewitsch Avinoff. Erebia modesta ingår i släktet Erebia och familjen praktfjärilar. Inga underarter finns listade i Catalogue of Life.